# François Ier de Saint-Pol
François II de Bourbon-Vendôme, aussi connu sous le nom de François Ier de Bourbon-Saint-Pol, comte de Saint-Pol et de Chaumont, né à Ham (Somme) le 6 octobre 1491 et mort à Cotignan près de Reims le 1er septembre 1545, est gouverneur du Dauphiné sous le règne du roi François Ier.

## Biographie
Il est le fils de François de Bourbon-Vendôme comte de Vendôme et de Marie de Luxembourg comtesse de Saint-Pol.Il est le premier de sa fratrie à naître au château de Ham en Picardie, résidence de sa mère, naquirent ensuite dans le même château.
Comme François Ier, le comte de Saint-Pol fut armé chevalier par Bayard à la bataille de Marignan, il est désigné par François Ier dans une lettre à sa mère, Louise  de Savoie, comme étant l’un des deux combattants avec le connétable à s’être le plus distingué durant la bataille. 
En 1518, le roi le gratifia de la baronnie de Mortagne, et de 4 000 écus soleil pour le récompenser de ses services. En 1519, en remplacement de son frère Charles duc de Vendôme nommé gouverneur de Picardie, François recevait la charge de lieutenant général de Paris, de l’Île-de-France, du Soissonnais, du Valois et les bailliages de Senlis, Melun et du Vermandois.
De 1520 à 1522, il entreprenait la campagne de Flandre et de l’Artois.
Capitaine général par commission des Bandes françaises, il prend part à la défense de Mézières en 1521.
François de Bourbon, grâce à ses liens étroits avec le connétable de Bourbon son cousin, joue un rôle de médiateur lors des tentatives de réconciliation entre le connétable et François Ier entre décembre 1522 et avril 1523.
Il combat aux côtés de Bonnivet et Bayard à la bataille de la Sesia (1524) et est fait prisonnier à l'issue de la bataille de Pavie.
En 1527, il devient gouverneur de la province du Dauphiné. À ce titre, il devait tenir les bases d'opération françaises pour les campagnes successives en Savoie et Piémont, et prit son commandement en pleine guerre jusqu'à la paix de Cambrai (1529). Il assista à l'entrevue entre François Ier  et le pape Clément VII à Marseille en 1533. Disparue deux siècles auparavant, il rétablit l'Université de Grenoble le 1er septembre 1542 lors d'une cérémonie solennelle d'inauguration.
Lors de la huitième guerre d'Italie, il fut chargé de la conquête de la Savoie. En 1543, il faisait partie de l'état-major français contre les Anglais et les Espagnols en Picardie. Il s'opposa à la bataille de Cérisoles (1544), mais Blaise de Monluc parvint à décider le roi.

## Mariage et descendance
Il épousa le 9 février 1534 Adrienne, duchesse d'Estouteville (morte en 1560), dont il eut deux enfants : 
- François II de Bourbon-Saint-Pol (1536-1546), duc d'Estouteville, comte de Saint-Pol, mort vers l'âge de 10 ans.
- Marie (château de La Fère, 1539 - Pontoise, 1601), duchesse d'Estouteville, comtesse de Saint-Pol qui épousera en 3es noces Léonor d'Orléans (en 1563).